# Flemming Flindt
Flemming Ole Flindt (Copenaghen, 30 giugno 1936 – Sarasota, 3 marzo 2009) è stato un ballerino, coreografo e direttore artistico danese.

## Biografia
Flemming Flindt nacque a Copenaghen nel 1936 e studiò danza all'accademia del Balletto Reale Danese e alla scuola di danza dell'Opéra di Parigi. Nel 1955 si unì al Balletto Reale Danese in veste di solista e nei quindici anni successivi danzò come ospite in tutte le maggiori compagnie europee: con il London Festival Ballet nel 1955, con il Ballet Rambert nel 1960, con il Royal Ballet nel 1963 e con il Balletto Bol'šoj nel 1968. Tra il 1961 e il 1964 fu Danseur Étoile del balletto dell'Opéra di Parigi.
Nel 1963 fece il suo esordio come coreografo con il balletto Enetime, un adattamento de La lezione di Ionesco su musiche di Georges Delerue; il balletto fu commissionato per la televisione danese e l'anno successivo ebbe la sua prima teatrale all'Opéra Garnier. Successivamente fu direttore artistico del Balletto Reale Danese dal 1966 al 1978 e durante questo periodo firmò coreografie originali per Gala Variations (1967), Ballet Royal (1967), Il mandarino meraviglioso (1967), Swineherd (1969), Lo schiaccianoci (1971), Jeux (1973) e Dreamland (1974).
Nel 1978 fondò una propria compagnia, con cui esordì con il balletto Salomè su musiche di Peter Maxwell Davies. Tra il 1981 e il 1989 fu direttore artistico del Dallas Ballet e successivamente continuò a lavorare come coreografo freelance mantenendo stretti rapporti con il Balletto Reale Danese e il Cleveland Ballet.
Fu sposato con la ballerina Vivi Flindt.